# エドウィン・カルドナ
エドウィン・アンドレス・カルドナ・ベドヤ（Edwin Andrés Cardona Bedoya, 1992年12月8日 - ）は、コロンビア・アンティオキア県メデジン出身のサッカー選手。クラブ・ティフアナ所属。コロンビア代表。ポジションはミッドフィールダー。

## 経歴

### クラブ
2006年にアトレティコ・ナシオナルのユースチームでキャリアをスタートさせ、2009年にトップチーム昇格した。
2015年、メキシコのCFモンテレイに移籍した。
2020年1月31日、クラブ・ティフアナに移籍した。

### 代表
コロンビア代表として2009 南米U-17選手権で7得点を記録し、2009 FIFA U-17ワールドカップにも出場した。2014年10月10日、エルサルバドル代表戦でA代表デビューを果たした。
2017年11月の韓国戦 (1-2)で、キ・ソンヨンに対して、両手で目を吊り上げるジェスチャーを行い、5試合（親善試合のみ）の出場停止を受けた。
2018 FIFAワールドカップ・予選では、左サイドアタッカーのレギュラーとして15試合（うち先発8試合）に出場、チーム2位タイの3得点を挙げる活躍を見せ、2018 FIFAワールドカップに向けた予備登録35人に選ばれたが、結果的に前述の差別行為、2018年1月にはアルゼンチン国内での婦女暴行事件疑惑の浮上、カルドナが不在の間の試合でルイス・ムリエル、ホセ・イスキエルド、マテウス・ウリベ、3年ぶりの招集となったフアン・フェルナンド・キンテロの活躍もあり、代表メンバー23人から落選する結果となった。

## タイトル

### クラブ
アトレティコ・ナシオナル
- カテゴリア・プリメーラA (2) : 2011-I, 2014-I

インデペンディエンテ・サンタフェ
- カテゴリア・プリメーラA (1) : 2012-I

ボカ・ジュニアーズ
- スーペルリーガ・アルヘンティーナ (1) : 2017-18